# Олімпійський стадіон (Афіни)
Олімпійський стадіон в Афінах (грец. Ολυμπιακό Στάδιο Αθήνας) — частина олімпійського спортивного комплексу OAKA, також відомий як стадіон OAKA та стадіон Спіроса Луїса, названий на честь олімпійського чемпіона з марафонського бігу перших олімпійських ігор сучасності 1896 року в Афінах. Стадіон був головною спортивною ареною Олімпіади 2004, а влітку 2011 року на ньому урочисто відкриті Спеціальні Олімпійські ігри.